# André Kolingba
Andre Kolingba (Bangui, 12. kolovoza 1935. – 7. veljače 2010.), srednjoafički političar i državnik (predsjednik od 1981. – 1993.).
Kolingba na jeziku njegovog naroda znači "muški bizon". Vojnik, služio je i u Francuskoj, a kasnije u vojsci domovine. Bio je blizak s carem Bokassom. Kada je Bokassa svrgnut 1979. i na vlast se vratio prvi predsjednik neovisne SAR, David Dacko, postao je blizak s njim. Srušio je Dacka u udaru 1. rujna 1981. Na vlasti je bio do 1. listopada 1993. Izazvao je sukobe svog naroda s juga s onima na sjeveru. Bio je diktator. Sišao je s vlasti tijekom burnih 1990-ih.